# 명동성
명동성(明東星, 1953년 12월 13일~)은 대한민국의 법조인 및 검사이다. 전라남도 강진군 출신이다.
2009년 법무연수원장을 맡았고, 이명박 대통령이 BBK 주가 조작 사건으로 조사받을 당시 담당 지검장으로 임채진 검찰총장 아래서 수사를 지휘했다. 임채진 검찰총장 퇴진시 유력한 차기 검찰총장으로 꼽혔으나, 후배기수인 천성관 서울지검장이 내정되어 7월 14일 용퇴했다.

## 주요 수사 사건

### 문용섭 사건
1988년 광무택시에서 택시기사로 근무하던 문용섭은 회사의 친인척 비리에 대해 항의를 하던 중, 1966년 6월 6일 포장마차에서 회사 관리부장의 사주를 받은 신모씨 등에게서 협박을 받다가 신모씨의 폭력에 의해 실신하여 동부제일병원에 입원, 치료받던 중 같은 달 9일 20:15경 뇌좌상으로 인한 연수마비로 사망하였다. 서울지방검찰청 서울북부지청에 근무하던 명동성은 신모씨를 단순폭행 및 과실치사로 기소, 1988년 9월 22일 서울지방법원 북부지원은 징역 3년형을 선고하였다.
신모씨는 2002년 의문사위원회에서 회사측의 교사로 문씨를 폭행했으며, 수사과정에서 명동성 검사에게 회사측의 폭행 사주 사실을 털어놓았으나 이를 은폐했다고 증언했다. 명동성은 의문사위원회의 두차례에 걸친 동행명령을 거부했고, 이에 의문사위원회는 명동성에게 과태료를 부과하였다. 명동성은 이에 대해 "위원회의 조사에 최대한 협조해 왔고 서면조사나 방문조사에 응하겠다는 입장을 밝혔는데도 굳이 소환조사를 하겠다는 것은 '현직검사 망신주기'가 아닌가 하는 의문을 갖지 않을 수 없다"며 반발했다.

### BBK 주가 조작 사건
명동성은 BBK 주가 조작 사건이 수사중이던 2007년말 수사팀이 있던 서울중앙지방검찰청의 검사장이었다. (검찰총장은 임채진이었다.) 검찰은 BBK관련 이명박 대선후보의 혐의가 모두 무혐의라고 발표하였다.

## 학력
- 광주고등학교 졸업
- 서울대학교 법학과 졸업
- 국립대만대학교 법학연구소 수학

## 경력
- 1978년 제20회 사법시험 합격
- 1980년 사법연수원(10기) 수료
- 1980년 해군법무관
- 1983년 인천지방검찰청 검사
- 1986년 전주지검 정주지청 검사
- 1987년 서울지검 북부지청 검사
- 1989년 국립대만대학 법학연구소 수학
- 1991년 대구지방검찰청 검사(고등검찰관)
- 1992년 광주지검 해남지청장
- 1993년 제주지방검찰청 부장검사, 광주지방검찰청 강력부장검사
- 1994년 수원지방검찰청 공판부장검사
- 1995년 수원지방검찰청 형사제3부장검사
- 1996년 부산지방검찰청 형사제4부장검사
- 1997년 법무부 보안과장
- 1998년 서울지방검찰청 특별수사제3부장검사
- 1999년 광주지검 목포지청장
- 2000년 서울지검 의정부지청 차장검사
- 2001년 대검찰청 수사기획관
- 2002년 인천지방검찰청 제1차장검사
- 2003년 서울지검 북부지청장
- 2004년 서울동부지방검찰청 검사장, 제주지방검찰청 검사장
- 2005년 사법연수원 부원장
- 2006년 광주지방검찰청 검사장
- 2007년 광주고등검찰청 검사장,서울중앙지방검찰청 검사장
- 2009년 법무연수원장, 법무법인 세종 대표변호사
- 2013년 검찰개혁심의위원회 위원

## 가족관계
부인 김은영씨 아래 1남2녀를 두고 있다. 처갓집이 신길운수를 운영하고 있으며, 지금은 변호사로 활동 중인 김진관 전 제주지검장이 명동성의 손윗동서다.

## 같이 보기
- 이명박
- BBK 주가 조작 사건